# Humberto Tozzi
Humberto Tozzi, właśc. Humberto Barbosa Tozzi (ur. 4 lutego 1934 w São João de Meriti, zm. 17 kwietnia 1980 w Rio de Janeiro) – piłkarz brazylijski, występujący na pozycji napastnika.

## Kariera klubowa
Karierę piłkarską Humberto Tozzi zaczął w klubie São Cristóvão Rio de Janeiro w 1950 roku. W 1953 przeszedł do SE Palmeiras. W klubie z São Paulo grał do 1956 roku i dwukrotnie zdobył w tym czasie tytuł króla strzelców Ligi Stanowej São Paulo – Campeonato Paulista w 1953 i 1954 roku. W 1956 przeszedł do włoskiego S.S. Lazio i grał w nim do 1960 roku. Z Lazio zdobył Puchar Włoch w 1958 roku. Po powrocie do Brazylii grał ponownie w SE Palmeiras oraz Fluminense FC. Ostatnim etapem kariery była Portuguesa São Paulo, gdzie zakończył karierę w 1963 roku.

## Kariera reprezentacyjna
W reprezentacji Brazylii Humberto Tozzi zadebiutował 28 lutego 1954 w meczu z reprezentacją Chile. W tym samym roku Humberto Tozzi był członkiem kadry na mistrzostwa świata w Szwajcarii, na których Brazylia odpadła w ćwierćfinale z reprezentacją Węgier. Humberto Tozzi zagrał tylko w meczu z Węgrami. 17 listopada 1955 Humberto Tozzi zagrał w meczu z reprezentacją Paragwaju i był to jego ostatni mecz w reprezentacji. Łącznie rozegrał w barwach canarinhos 7 meczów i strzelił jedną bramkę.